# Pokolj u Drakuliću
Pokolj u Drakuliću je masovno pogubljenje srpskog stanovništva koje su tijekom Drugog svjetskog rata počinili pripadnici Ustaške vojnice 7. veljače 1942. u okolici Banje Luke, točnije u naseljima Drakulić, Šargovac, Motike i u rudniku Rakovac.
Velimir Blažević navodi da primarni izvori i dostupna građa različito govore o broju ubijenih i to za Drakuliće navodi brojke: 700, 1091, 1500, 3000; za Šargovac: 192, 120, 257, 1750; za Motike: 500, 424, 674, 700, 715; ili za Drakulić i Šargovac skupa: 1500 i 1300-1500. Za sva tri ta sela zajedno, navode se brojke od: 1500-2000, 1600, 2291, i 2300 pobijenih. Šematizam banjolučke biskupije iz tog vremena tj. god. 1935. govori da u selu Motike živi 281 pravoslavaca, u selu Drakulić 289, a u selu Šargovac 66, što prema Blaževiću iako malo vjerojatno znači da se stanovništvo tih sela u samo sedam godina moralo višestruko uvećati. Počinitelje ovog pokolja predvodio je nadporučnik Josip Mislov u pratnji petrićevačkog župnika, fratra Miroslava Filipovića, a sve je isplanirao raniji ustaški stožernik dr Viktor Gutić. Izvršitelji su bili ustaše iz Zagreba i Banje Luke, potpomognuti dijelom domaćeg hrvatskog stanovništva. Poklani su, s rijetkim izuzecima, svi Srbi koji su se tog jutra zatekli kod svojih kuća.
Zbog straha od mjesne pobune nakon što se pročula vijest o zločinu, general Edmund Glaise von Horstenau je odveo Miroslava Filipovića pred ratni sud. Tamo je osuđen i odveden u zatvor, ali ubrzo oslobođen te je postao zapovjednik logora u Jasenovcu. Eugen Dido Kvaternik je bio zadužio Vjekoslava Servatzyja da uhiti i sprovede na sud zapovjednika II. bojne, bojnika Petra Zelića. Zelić je uhićen i poslan na sud u Zagreb ali nije kažnjen nego raspoređen na drugu dužnost.